# Karakoro (Mali)
Pour les articles homonymes, voir Karakoro.
Karakoro est une commune malienne, située dans le pays de la Guidimakan, dans la région et le cercle de Kayes. Elle a pour chef-lieu la localité de Teichibe.

## Géographie
Karakoro est située sur la rive de la rivière Karakoro, à la frontière avec la Mauritanie.

## Villages
La commune s'étend sur 7 localités relevées lors du recensement général de 2009. 
Les villages les plus peuplés sont :
- Boutinguissé (3 645 habitants) ;
- Kalinioro (3 547 habitants) ;
- Aité (3 519 habitants).

La loi 2023-007 attribue à la commune rurale 7 villages  :
- Téchibé
- Kalinioro
- Boutinguissé
- Siouéna-Soumaré
- Aité
- Souéna Gandéga
- Siouéna-Toucouleur

## Politique
| Année |  | Maire élu     | Parti politique |
| ----- |  | ------------- | --------------- |
| 2004  |  | Amadou Kane   | indépendant     |
| 2009  |  | Amara Camara  | URD             |
| 2017  |  | Silima camara | ADP MALIBA      |

## Jumelages
Karakoro est jumelé avec  Saint-Denis (Seine-Saint-Denis) (France) ;